# Серый чугун
Чугун серый — сплав железа с углеродом, в котором присутствует графит в виде хлопьевидных, пластинчатых или волокнистых включений.
Отдельной разновидностью (группой марок) серого чугуна является высокопрочный чугун сглобулярной формы, что достигается путём его модифицирования магнием (Mg), церием (Ce) или другими элементами.
В зависимости от скорости дальнейшего охлаждения после затвердевания (а значит и от размера отливки) чугун может иметь ферритную, феррито-перлитную и чисто перлитную металлическую основу. С ростом скорости охлаждения возрастает доля перлита, а следовательно и прочность чугуна, но падает его пластичность. Для каждой области применения выбирают марку чугуна с оптимальным для этого случая сочетанием свойств.
Маркируется серый чугун буквами СЧ, после которых указывают гарантированное значение предела прочности в кг/мм², например СЧ30. Высокопрочные чугуны маркируются буквами ВЧ, после которых указывают прочность и, через тире, относительное удлинение в %, например ВЧ60-2.
Серый чугун характеризуется высокими литейными свойствами (низкая температура кристаллизации, текучесть в жидком состоянии, малая усадка) и служит основным материалом для литья. Он широко применяется в машиностроении для отливки станин станков и механизмов, поршней, цилиндров.
Высокая хрупкость, свойственная серым чугунам вследствие наличия в их структуре графита, делает невозможным их применение для деталей, работающих в основном на растяжение или на изгиб; чугуны используются лишь при работе на сжатие.
Кроме углерода, серый чугун всегда содержит другие элементы, в первую очередь кремний, способствующий образованию графита. В большинстве марок серого чугуна содержание углерода от 2,9 до 3,7 %.